# Tieling (ort i Kina)
Tieling är en ort i Kina. Den ligger i prefekturen Tieling Shi och provinsen Liaoning, i den nordöstra delen av landet, omkring 66 kilometer nordost om provinshuvudstaden Shenyang. Antalet invånare är 333 907.
Runt Tieling är det ganska tätbefolkat, med 166 invånare per kvadratkilometer. Det finns inga andra samhällen i närheten. Runt Tieling är det i huvudsak tätbebyggt.
Genomsnittlig årsnederbörd är 967 millimeter. Den regnigaste månaden är augusti, med i genomsnitt 214 mm nederbörd, och den torraste är januari, med 9 mm nederbörd.